# Billy Gibbons
Billy Gibbons (Houston, Texas, 16 de diciembre de 1949) es un guitarrista estadounidense de blues rock, rock sureño y boogie rock, cantante y líder grupo de rock ZZ Top. Reconocido como uno de los más influyentes de la historia del rock.

## Biografía

### Primeros años
Billy Gibbons nació en Houston (Texas, Estados Unidos) el 16 de diciembre de 1949. Su padre era pianista, y Billy creció en el domicilio paterno de Tanglewood, un barrio residencial de Houston, rodeado de sonidos clásicos y country, pero al descubrir a Elvis Presley en el programa radiofónico The Ed Sullivan Show, se aficionó al rock. Gibbons comenzó a tocar la guitarra eléctrica tras escuchar a Muddy Waters, que fue determinante en su inclinación al blues:

«La primera vez que oí hablar de Muddy Waters fue a través de dos amigos míos, Walter Baldwin y Steve Roberts, en la secundaria en 1962 ó 63. Crecimos juntos y nos procurábamos cualquier muestra de locura musical que se nos cruzaba por el camino. La mayoría de la gente de mi generación tal vez haya descubierto a Muddy a través de los Rolling Stones, que se pusieron ese nombre a partir de una canción de Muddy. Yo lo escuchaba antes de que existieran los Stones, pero lo importante era descubrirlo, no importa si hacia atrás, hacia delante o hacia el costado.»
Billy Gibbons

En la Navidad de 1963, le regalaron su primera guitarra eléctrica: una Gibson Melody Maker, junto con un amplificador Fender Champ. Según sus propias palabras:

«Elegí la guitarra porque pesaba menos que el piano de mi padre»

Con ese equipo, comienza imitando a sus ídolos: Muddy Waters, Little Richard o Jimmy Reed. Entre 1963 y 1965, Gibbons lideraría tres grupos locales: The Saints, The Coachmen, y Billy & The Ten Blue Flames., especializados en mezclar el blues con sonidos  psicodélicos al estilo de Jefferson Airplane, Jimi Hendrix o el grupo tejano 13th Floor Elevators, liderado por Roky Erickson.

### The Moving Sidewalks
Cambiaron su nombre por The Moving Sidewalks. La banda estaba compuesta por Gibbons a la guitarra, Don Summers al bajo, Tom Moore en los teclados y Dan Mitchell a la batería. Publicaron un único álbum, Flash (1969, Tantara Records), tras el sencillo «99th Floor/What Are You Going To Do» (1967, Tantara), que permaneció durante seis semanas como n.º 1 en las listas de éxitos de Houston. Aunque el grupo nunca salió de Texas, su éxito local propició que actuaran como teloneros, entre otros, de The Doors, o de Jimi Hendrix en la primera gira americana de The Jimi Hendrix Experience.
El propio Hendrix quedó tan impresionado por la habilidad de Gibbons con los trastes que le mencionó como «uno de los mejores guitarristas de América» en una entrevista televisiva, y a su grupo como «la mejor banda de garaje». Durante la gira, le regaló a Gibbons una Stratocaster de color rosa diciéndole que «era demasiado bonita para hacerla arder».
Cuando The Moving Sidewalks se separó en 1969, Gibbons formó una nueva banda de rock tras contactar con otros dos tejanos, el bajista Dusty Hill y el baterista Frank Beard, formándose ZZ Top.

### ZZ Top
Los componentes de ZZ Top habían tocado con anterioridad en diferentes bandas tejanas (entre ellas The Moving Sidewalks o The American Blues) antes de unirse a finales de 1969. En primer lugar Gibbons invitó a Beard a unirse a su proyecto de formar un trío de blues rock y posteriormente, cuando estaban buscando un bajista, Beard propuso el nombre de Hill, antiguo compañero suyo en The American Blues.

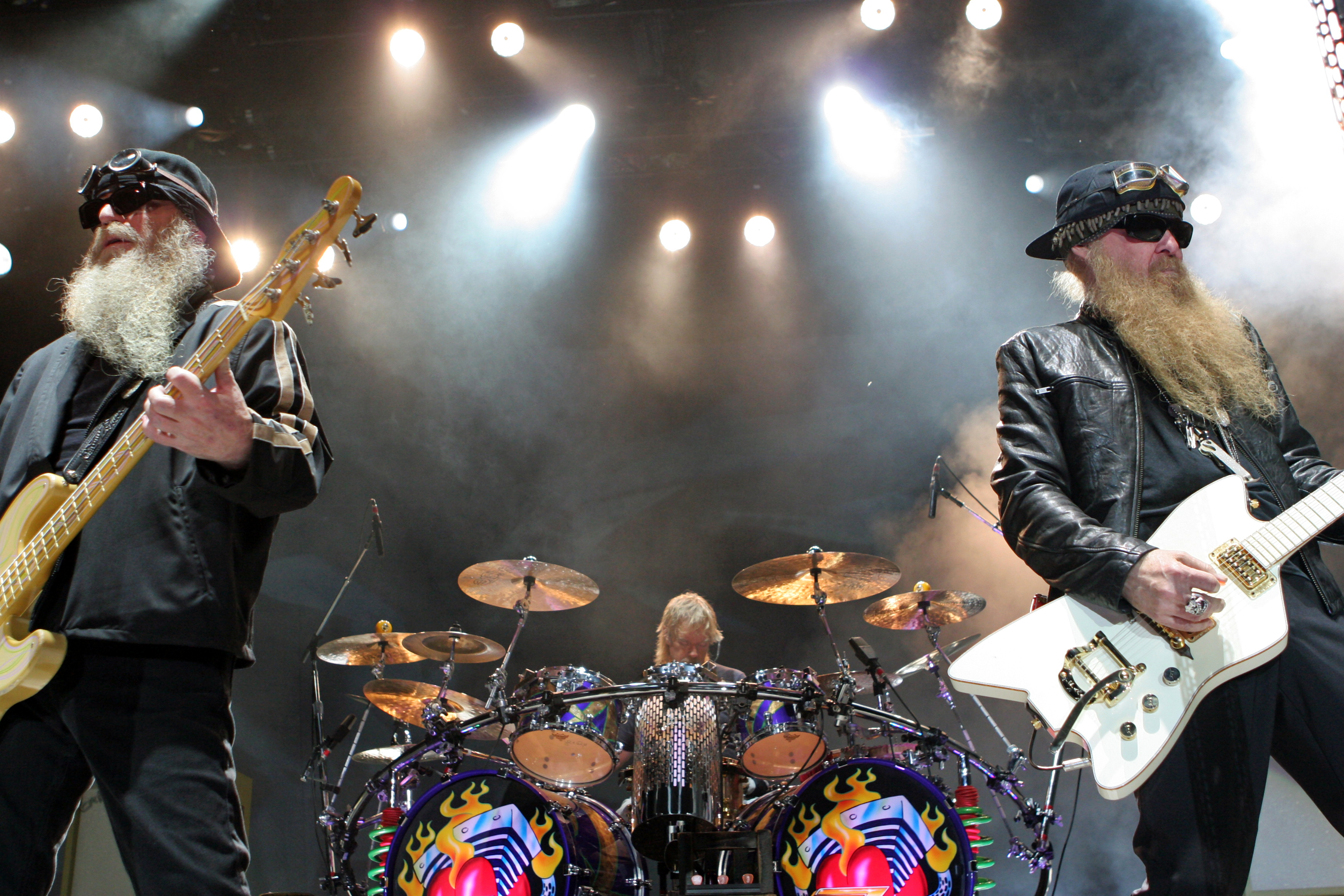
ZZ Top en concierto. De izquierda a derecha Dusty Hill, Frank Beard y Billy Gibbons.

Dieron su primer concierto en febrero de 1970, y estuvieron casi permanentemente de gira durante los siguientes años. Su tercer disco con London Records, Tres hombres (1973) fue ampliamente aclamado culminando con una larga gira de año y medio a lo largo de todo Texas. En él está la ya clásica canción "La Grange", que cuenta la historia del burdel sobre el que trata el musical "The Best Little Whorehouse in Texas".

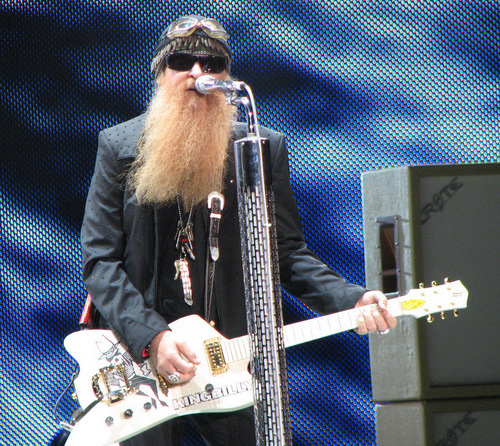
Billy Gibbons en ZZ Top

El grupo continuó de gira y grabando discos hasta 1977, momento en el que decidieron tomarse un largo descanso de dos años y medio. Una vez transcurrido ese periodo de descanso, ZZ Top comenzó a grabar con su nueva compañía, Warner Bros Records el que sería su nuevo álbum Degüello, seguido más tarde por El Loco. En esos dos años y medio, Gibbons y Hill se habían dejado crecer sus famosas barbas que rápidamente se convirtieron en la característica más distinguible de la banda.
Con Eliminator (1983), ZZ Top alcanzó nuevos niveles de popularidad, en buena parte gracias a los espectaculares vídeos musicales de canciones como Gimme All Your Lovin', Legs y Sharp-Dressed Man, en los que siempre aparecía un pequeño bólido (hot rod) rojo Ford'34 ocupado por mujeres hermosas que viajan en él de un lado para otro ayudando a la gente. El álbum también presentaba un distintivo sonido de sintetizadores, toda una rareza en el blues rock, lo que añadió un toque moderno a su música y ayudó al éxito del disco. Hasta la fecha Eliminator ha sido el disco más exitoso del grupo.
Su siguiente disco, Afterburner, repitió la fórmula de sintetizadores, secuenciadores y blues rock. Algunos críticos se sintieron frustrados por esta tendencia, aunque en posteriores discos la presencia de sonidos electrónicos fue decreciendo progresivamente.
En 1985 publicaron una caja de 3 discos dobles. Cuando Warner eligió remasterizar estos seis discos de entre 1970 y 1981, remezclaron y regrabaron la batería y otros efectos digitales para adaptarlos al sonido más moderno del grupo entonces.
En 1994 ZZ Top firmó un contrato de cinco discos con RCA Records. Muchos fanes consideran que las grabaciones de esta etapa están artísticamente por encima de los trabajos anteriores del grupo, pero se muestran descontentos con la promoción que RCA dio a estos lanzamientos.
En 1999 publican el disco que da pie al 30.º aniversario de la banda: XXX.
En julio de 2000, durante una gira por Europa, a Hill se le diagnosticó hepatitis C, lo que forzó a la cancelación de varios conciertos. Desde entonces ha protagonizado una destacable recuperación.
En 2003 salió al mercado una completa colección de grabaciones pertenecientes a los años que pasaron en los sellos London y Warner Bros. Lleva por título Chrome, Smoke & BBQ.
En el año 2006 se informó que ZZ Top se encontraba grabando su decimoquinto disco de estudio, pero finalmente no se editó ningún disco.
El 16 de mayo de 2007 anuncian la cancelación de la gira internacional debido a la enfermedad de Dusty Hill: un tumor benigno en el oído.
El 2 de julio de 2008 firman un nuevo contrato con la compañía American Recordings, de la cual es propietario el productor Rick Rubin, con la intención de que Rubin relance su carrera como ya hiciese años antes con Johnny Cash o Neil Diamond. Planean editar un nuevo disco pronto, del que, según Gibbons, ya tienen casi todo grabado y está "lleno de fallos, como nosotros queremos que esté".
El 20 de julio de 2009 se presentaron en el programa de lucha libre Monday Night Raw por la Cadena USA Network siendo los anfitriones (general managers) del programa por un día.
En agosto de 2011 Billy Gibbons confirmó la grabación de un nuevo álbum de estudio, comenzando la grabación en Malibu, California, para luego trasladarse a Huston, pero aún no había nombre confirmado y se barajaba una fecha próxima a abril de 2012 para su salida.
En mayo de 2012 Dusty Hill anunció que para la primera semana de junio se pondrían a la venta las cuatro primeras pistas por internet en formato digital a la espera de la salida del álbum completo. El 4 de julio salieron a la venta bajo el nombre de Texicali (formato SP). A principios de agosto Dusty informó a través de las redes sociales del título del álbum completo: "La Futura", así como publicó la cubierta del LP. 
El álbum está producido por Rick Rubin. El primer sencillo, "I Gotsta Get Paid" debutó en una campaña publicitaria de Jeremiah Weed y forma parte de la banda sonora en la película Battleship.

## Imagen pública
- Aparece en la serie Bones como el padre de Angela.
- Aparece en el video Rockstar de Nickelback.
- Aparece en la serie CSI Miami como el mismo.